# Кејв Џанкшон (Орегон)
Кејв Џанкшон (енгл. Cave Junction) град је у америчкој савезној држави Орегон.

## Демографија
По попису из 2010. године број становника је 1.883, што је 520 (38,2%) становника више него 2000. године.
| Група             | 2000.         | 2010.         |
| Белци             | 1.206 (88,5%) | 1.595 (84,7%) |
| Афроамериканци    | 4 (0,3%)      | 8 (0,4%)      |
| Азијати           | 9 (0,7%)      | 24 (1,3%)     |
| Хиспаноамериканци | 75 (5,5%)     | 157 (8,3%)    |
| Укупно            | 1.363         | 1.883         |